# Międzynarodowa Federacja Pracowników Transportu
Międzynarodowa Federacja Pracowników Transportu (The International Transport Workers' Federation - ITF) – światowa federacja związków zawodowych pracowników transportu, zał. w Londynie jako Międzynarodowa Federacja Marynarzy i Dokerów (International Federation of Ship, Dock and River Workers). Na początku XX (od 1904 ?) siedziba mieściła się w Niemczech, najpierw w Hamburgu, następnie w Berlinie.

## Polskie organizacje afiliowane
- Związek Zawodowy Personelu Latającego i Pokładowego RP
- Sekcja Krajowa Morska NSZZ „Solidarność”
- Sekcja Krajowa Portów Morskich NSZZ „Solidarność”
- Ogólnopolski Związek Zawodowy Oficerów i Marynarzy od 1993
- Federacja Związków Zawodowych Marynarzy i Rybaków od 1996
- Federacja Związków Zawodowych Pracowników PKP